# Max Hastings
Max Hugh Macdonald Hastings (Londra, 28 dicembre 1945) è un giornalista britannico noto soprattutto come reporter da teatri di guerra negli anni '70 e '80. è altresì autore di diversi volumi di storia militare, in particolare sulla seconda guerra mondiale.

## Carriera
Hastings ha frequentato il college di Charterhouse School e per un anno lo University College ad Oxford. Nel 1967 si trasferì negli Stati Uniti dove in qualità di Fellow of the World Press Institute pubblicò il suo primo libro, America, 1968: The Fire This Time.
Ha avuto una lunga carriera come corrispondente estero in oltre sessanta paesi e in undici occasioni è stato corrispondente di guerra, l'ultima delle quali è stata la guerra delle Falkland durante la quale ha pubblicato come coautore The Falklands War. Andò in pensione nel 2002 dopo una lunga carriera di capo redattore al The Daily Telegraph e gli ultimi anni come giornalista presso lo Evening Standard.
Nel suo lavoro presso la BBC ha vinto diversi premi per i suoi documentari. Altro suo libro celebre è Overlord, sullo sbarco in Normandia.

## Opere
- America, 1968: The Fire This Time, London, Gollancz, 1969, ISBN 0-575-00234-4.
- Ulster 1969: The Fight for Civil Rights in Northern Ireland, London, Gollancz, 1970, ISBN 0-575-00482-7.
- Montrose: The King's Champion, London, Gollancz, 1977, ISBN 0-575-02226-4.
- Bomber Command, Michael Joseph, 1979, ISBN 0-7181-1603-8.
- Len Deighton, Max Hastings, Battle of Britain, London, Jonathan Cape, 1980, ISBN 0-224-01826-4.
- Yoni — Hero of Entebbe: Life of Yonathan Netanyahu, London, Weidenfeld & Nicolson, 1980, ISBN 0-297-77565-0.
- Das Reich: Resistance and the March of the Second SS Panzer Division Through France, June 1944, Michael Joseph, 1981, ISBN 0-7181-2074-4.
- Das Reich: March of the Second SS Panzer Division Through France, Henry Holt & Co, 1982, ISBN 0-03-057059-X.
- Max Hastings, Simon Jenkins, The Battle for the Falklands, W W Norton, 1983, ISBN 0-393-01761-3. Michel Jones, 1983, ISBN 0-7181-2228-3.
- Overlord: D-Day and the Battle for Normandy, London, Simon & Schuster, 1984, ISBN 0-671-46029-3.
  -  Overlord. Il D-Day e la battaglia di Normandia, traduzione di Gaetano Salinas, Collezione Le Scie, Milano, Mondadori, 1985. - Collana Oscar Storia, Mondadori, 1994, ISBN 88-04-37856-5.
  -  Operazione Overlord. Il D-Day e la battaglia di Normandia, traduzione di G. Salinas, Collana Superbeat, Vicenza, BEAT, 2017, ISBN 978-88-655-9449-0. - Collana Beat Bestseller, Vicenza, BEAT, 2024, ISBN 979-12-5502-187-2.
- The Oxford Book of Military Anecdotes (ed.), Oxford University Press, 1985, ISBN 0-19-214107-4.
- Victory in Europe, London, Weidenfeld & Nicolson, 1985, ISBN 0-297-78650-4.
- The Korean War, Michael Joseph, 1987, ISBN 0-7181-2068-X. Simon & Schuster, 1987, ISBN 0-671-52823-8.
  -  La guerra di Corea, Collana Storica, Milano, Rizzoli, 1990, ISBN 88-17-33378-6.
- Outside Days, Michael Joseph, 1989, ISBN 0-7181-3330-7.
- Victory in Europe: D-Day to V-E Day, Little Brown & C, 1992, ISBN 0-316-81334-6.
- Scattered Shots, Macmillan, 1999, ISBN 0-333-77103-6.
- Going to the Wars, Macmillan, 2000, ISBN 0-333-77104-4.
- Editor: A Memoir, Macmillan, 2002, ISBN 0-333-90837-6.
- Armageddon: The Battle for Germany 1944–45, Macmillan, 2004, ISBN 0-333-90836-8.
  -  Apocalisse tedesca. La battaglia finale 1944-1945, traduzione di A. Catania, Collezione Le Scie, Milano, Mondadori, 2006, ISBN 978-88-04-56159-0.
  -  Armageddon. La battaglia per la Germania, 1944-1945, BEAT, 2016, ISBN 978-88-6559-360-8.
- Warriors: Exceptional Tales from the Battlefield, HarperPress [UK], 2005, ISBN 978-0-00-719756-9.
- Country Fair, Harper Collins, October 2005,  p. 288, ISBN 0-00-719886-8.
- Nemesis: The Battle for Japan, 1944–45, HarperPress [UK], October 2007, ISBN 0-00-721982-2. (re-titled Retribution: The Battle for Japan, 1944–45 for US release Knopf ISBN 978-0-307-26351-3).
- Finest Years: Churchill as Warlord, 1940–45, London, HarperPress, 2009, ISBN 978-0-00-726367-7. (re-titled Winston's War: Churchill, 1940–1945 for US release by Knopf, 2010, ISBN 978-0-307-26839-6).
- Did You Really Shoot the Television?: A Family Fable, London, HarperPress, 2010, ISBN 978-0-00-727171-9.
- All Hell Let Loose: The World At War, 1939–1945, London, HarperPress, 29 September 2011, ISBN 978-0-00-733809-2. (re-titled Inferno: The World At War, 1939–1945 for US release by Knopf, 1 November 2011, ISBN 978-0-307-27359-8. 729 pp).
  -  Inferno. Il mondo in guerra, 1939-1945, traduzione di R. Serrai, Collana I Colibrì, Vicenza, Neri Pozza, 2012, ISBN 978-88-545-0612-1. - BEAT, 2017.
- Catastrophe 1914: Europe Goes to War, London, Knopf Press, 24 September 2013,  p. 640, ISBN 978-0-307-59705-2.
  -  Catastrofe 1914. L'Europa in guerra, traduzione di R. Serrai, Collana I colibrì, Vicenza, Neri Pozza, 2014, ISBN 978-88-545-0756-2.
- The Secret War: Spies, Codes and Guerrillas, 1939-1945, London, William Collins, 2015, ISBN 978-0-00-750374-2.
  -  La guerra segreta. Spie, codici e guerriglieri (1939-1945), traduzione di Filippo Verzotto e S. Tosetto, Collana I Colibrì, Vicenza, Neri Pozza, 2016, ISBN 978-88-545-1268-9.
- Vietnam: An Epic Tragedy 1945-1975, London, William Collins, 2018, ISBN 978-0-062-405-66-1.
  -  Vietnam. Una tragedia epica 1945-1975, traduzione di Filippo Verzotto, Collana I Colibrì, Vicenza, Neri Pozza, 2019, ISBN 978-88-545-1850-6.
- Chastise: The Dambusters Story 1943, William Collins, 2019, ISBN 978-00-082-8052-9.
  -  Operazione Chastise. 1943. Il raid dei Dambusters i guastatori delle dighe, traduzione di Filippo Verzotto, Collana I Colibrì, Vicenza, Neri Pozza, 2022, ISBN 978-88-545-2111-7.
- Operation Pedestal: The Fleet that Battled to Malta 1942, William Collins, 2021, ISBN 978-00-083-6494-6.
  -  La battaglia di mezzo agosto. Operazione Pedestal. 1942: la flotta che salvò Malta, traduzione di Karel Plessini, Collana I Colibrì, Vicenza, Neri Pozza, 2023, ISBN 978-88-545-2113-1.
- Soldiers: Great Stories of War and Peace, William Collins, 2021, ISBN 978-00-084-5422-7.
- Abyss: The Cuban Missile Crisis 1962, William Collins, 2022, ISBN 978-00-083-6499-1.
  -  Abisso. Cuba 1962. Il mondo a un passo dal conflitto nucleare, Collana I colibrì, Vicenza, Neri Pozza, 2024, ISBN 978-88-545-2114-8.
- Operation Biting: The 1942 Parachute Assault to Capture Hitler's Radar, William Collins, 2024, ISBN 978-00-086-4216-7.

### Giornalismo
- The Tory defence policy will be simple: cut, brutally, in The Spectator, vol. 312, n. 9464, 16 gennaio 2010,  pp. 14-15. URL consultato il 3 novembre 2010 (archiviato dall'url originale l'8 ottobre 2011).